# Joanne (album)
Joanne là album phòng thu thứ năm của ca sĩ người Mỹ Lady Gaga, phát hành ngày 21 tháng 10 năm 2016 bởi Streamline Records và Interscope Records. Sau những đánh giá chuyên môn trái chiều của album thứ ba Artpop (2013), Gaga bắt đầu theo đuổi hình tượng nhẹ nhàng hơn và phong cách âm nhạc tối giản nhằm nhấn mạnh vào khả năng thanh nhạc của cô, bắt đầu từ album hợp tác Cheek to Cheek (2014) với Tony Bennett. Joanne là một bản thu âm dance-pop, soft rock và Americana kết hợp với âm hưởng của nhạc đồng quê, trong đó nội dung ca từ của đĩa nhạc đề cập đến những chủ đề về gia đình và những cảm xúc trong cuộc sống. Tiêu đề của album được đặt theo tên của dì cô Joanne Stefani Germanotta, người đã qua đời và để lại ảnh hưởng sâu sắc đến gia đình và sự nghiệp của nữ ca sĩ. Đóng vai trò sản xuất chính của dự án với Mark Ronson và BloodPop, Gaga kết hợp với một số cộng tác viên khác nhau như Kevin Parker, Emile Haynie, Jeff Bhasker và Josh Homme. Ngoài ra, kinh nghiệm diễn xuất của cô khi tham gia mùa thứ năm của loạt phim truyền hình American Horror Story cũng góp phần vào quá trình sáng tạo đĩa nhạc.
Quá trình ra mắt Joanne đánh dấu sự tiếp nối cho nỗ lực xây dựng phong cách mộc mạc của Gaga khi theo đuổi diện mạo gọi nhớ đến những ca sĩ kiêm sáng tác nhạc thập niên 1970, với chiếc mũ cao bồi màu hồng rộng vành, mặc quần denim cổ điển và màu pastel. Sau khi phát hành, album nhận được những phản ứng tích cực từ các nhà phê bình âm nhạc, trong đó họ đánh giá cao định hướng âm nhạc, giọng hát, khâu sản xuất và nội dung lời bài hát, mặc dù vấp phải một số ý kiến cho rằng tổng thể thiếu tính gắn kết. Joanne cũng nhận được một đề cử giải Grammy cho Album giọng pop xuất sắc nhất tại lễ trao giải thường niên lần thứ 60. Đĩa nhạc gặt hái những thành công đáng kể về mặt thương mại khi đứng đầu các bảng xếp hạng tại Brazil và Mexico, đồng thời lọt vào top 10 ở hầu hết những quốc gia còn lại, bao gồm vươn đến top 5 ở nhiều thị trường lớn như Úc, Canada, Hà Lan, Ireland, Ý, New Zealand, Tây Ban Nha, Thụy Điển, Thụy Sĩ và Vương quốc Anh. Joanne ra mắt ở vị trí số một trên bảng xếp hạng Billboard 200 tại Hoa Kỳ với 201,000 đơn vị album tương đương, trở thành đĩa nhạc quán quân thứ tư trong sự nghiệp của Gaga tại đây.
Ba đĩa đơn đã được phát hành từ Joanne. "Perfect Illusion" được chọn làm đĩa đơn mở đường và lọt vào top 10 ở một số quốc gia, trong khi "Million Reasons" đạt vị trí thứ tư trên bảng xếp hạng Billboard Hot 100 tại Hoa Kỳ. Đĩa đơn cuối cùng "Joanne" chỉ đạt được những thành công hạn chế trên toàn cầu, nhưng phiên bản piano của bản nhạc đã chiến thắng một giải Grammy cho Trình diễn đơn ca pop xuất sắc nhất tại lễ trao giải thường niên lần thứ 61, sau khi "Million Reasons" cũng được đề cử ở hạng mục tương tự một năm trước. Để quảng bá album, Gaga trình diễn trên nhiều chương trình truyền hình và lễ trao giải lớn, bao gồm Saturday Night Live, The Late Late Show with James Corden, giải thưởng Âm nhạc Mỹ năm 2016 và Chương trình thời trang Victoria's Secret năm 2016, cũng như dẫn đầu Chương trình giữa hiệp Super Bowl LI và Lễ hội Âm nhạc Coachella năm 2017. Ngoài ra, nữ ca sĩ còn tiến hành chuyến lưu diễn ngắn hạn Dive Bar Tour và chuyến lưu diễn thế giới Joanne World Tour (2017-18). Năm 2017, Gaga phát hành một bộ phim tài liệu mang tên Gaga: Five Foot Two, ghi lại quá trình thực hiện Joanne và màn trình diễn giữa hiệp của cô.

## Tổng quan

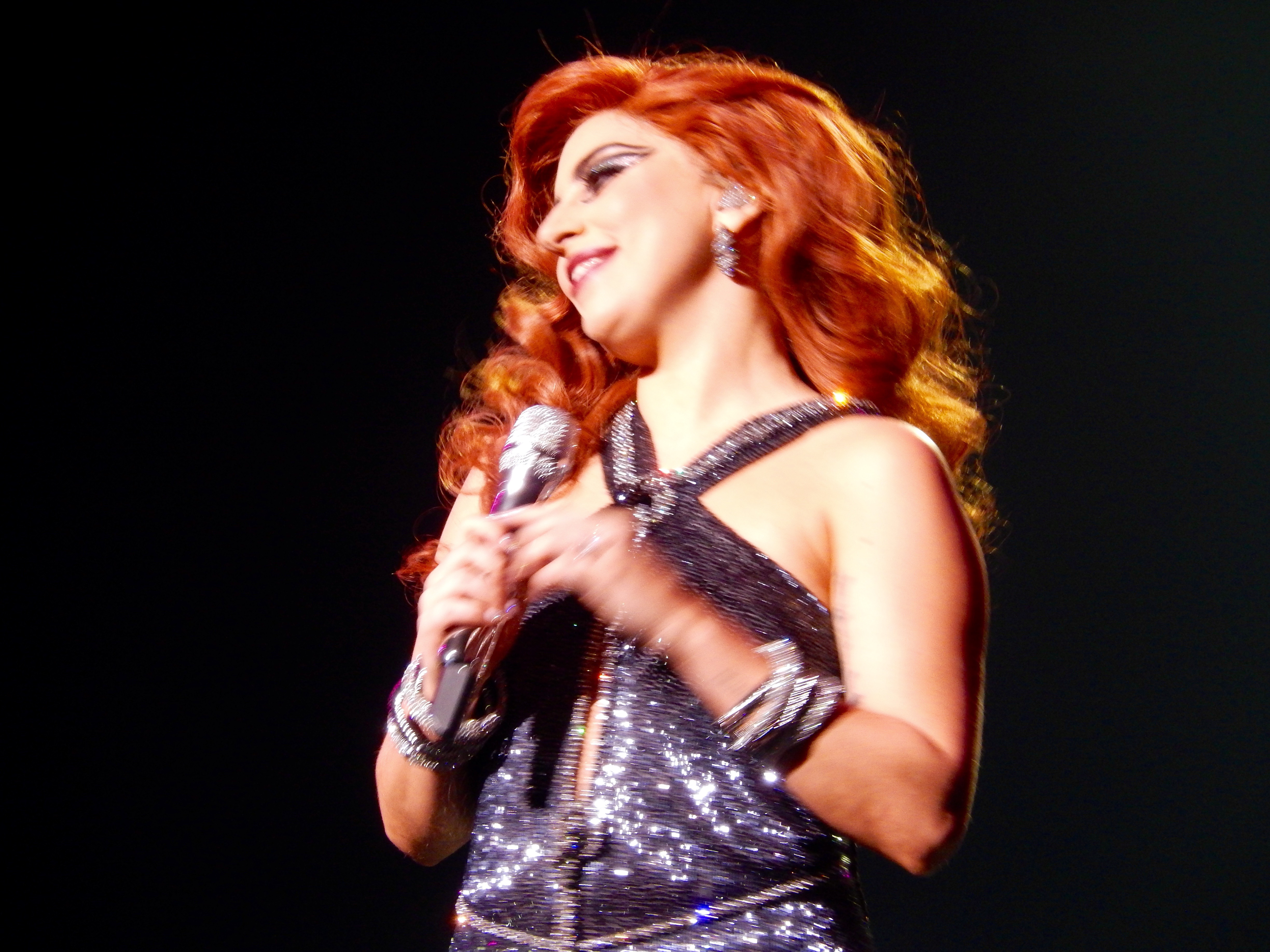
Gaga trong một diện mạo mới sau kỷ nguyên Artpop.

Album phòng thu thứ ba của Gaga, Artpop được phát hành vào tháng 11 năm 2013 và nhận được những phản ứng trái chiều từ giới chuyên môn. Đĩa nhạc ra mắt ở vị trí số một trên bảng xếp hạng Billboard 200, và đã bán được 2.5 triệu bản tính đến tháng 7 năm 2014. Trong khoảng thời gian này, Gaga chia tay người quản lý lâu năm Troy Carter vào cuối năm 2013, và đến tháng 6 năm 2014, cô và người quản lý mới Bobby Campbell quyết định gia nhập Artist Nation, một bộ phận quản lý nghệ sĩ của Live Nation Entertainment. Đối diện với những vấn đề xung quanh cuộc sống cá nhân, nữ ca sĩ thú nhận với NME rằng cô từng cân nhắc đến việc gác lại sự nghiệp âm nhạc vì cảm thấy chán nản về bản thân và "không nhìn thấy khả năng hoặc tài năng của chính mình". Những phản ứng trái chiều đối với Artpop dẫn đến một sự thay đổi lớn về mặt hình ảnh của cô. Với diện mạo có phần nhẹ nhàng hơn trước truyền thông, Gaga chú trọng hơn vào khả năng thanh nhạc. Một tiết mục tri ân bộ phim The Sound of Music tại lễ trao giải Oscar lần thứ 87, nơi cô hát một liên khúc những bài hát từ bộ phim, được giới phê bình khen ngợi. Gaga và Tony Bennett cũng phát hành Cheek to Cheek, một album song ca mang âm hưởng jazz, vào tháng 9 năm 2014 và nhận được những đánh giá tích cực. Đĩa nhạc ra mắt trên đỉnh bảng xếp hạng Billboard 200, trở thành album quán quân thứ ba liên tiếp của Gaga tại Hoa Kỳ, và chiến thắng một giải Grammy cho Album giọng pop truyền thống xuất sắc nhất.
Ngoài ra, Gaga còn tham gia thủ vai chính trong American Horror Story: Hotel (2015–2016) thuộc mùa thứ năm của loạt phim truyền hình Mỹ American Horror Story, và chiến thắng một giải Quả cầu vàng ở hạng mục Nữ diễn viên xuất sắc nhất - Phim ngắn tập hoặc Truyền hình. Tại lễ trao giải, nữ ca sĩ tiết lộ rằng cô sẽ phát hành album phòng thu thứ năm vào cuối năm 2016. Trong phần lớn năm 2015 và 2016, Gaga tiết lộ quá trình thực hiện và ghi âm album trên các tài khoản mạng xã hội của cô. Nữ ca sĩ hợp tác với cộng tác viên lâu năm RedOne, cũng như những nhà sản xuất mới như Giorgio Moroder, Mark Ronson và Nile Rodgers.

## Danh sách bài hát
| Joanne – Phiên bản tiêu chuẩn | Joanne – Phiên bản tiêu chuẩn           | Joanne – Phiên bản tiêu chuẩn                    | Joanne – Phiên bản tiêu chuẩn                        | Joanne – Phiên bản tiêu chuẩn |
| STT                           | Nhan đề                                 | Sáng tác                                         | Sản xuất                                             | Thời lượng                    |
| ----------------------------- | --------------------------------------- | ------------------------------------------------ | ---------------------------------------------------- | ----------------------------- |
| 1.                            | "Diamond Heart"                         | Stefani Germanotta Mark Ronson Josh Homme        | Lady Gaga Ronson BloodPop Homme [a] Jeff Bhasker [a] | 3:30                          |
| 2.                            | "A-Yo"                                  | Germanotta Ronson Michael Tucker Hillary Lindsey | Gaga Ronson BloodPop                                 | 3:28                          |
| 3.                            | "Joanne"                                | Germanotta Ronson                                | Gaga Ronson BloodPop                                 | 3:17                          |
| 4.                            | "John Wayne"                            | Germanotta Ronson Tucker Homme                   | Gaga Ronson BloodPop                                 | 2:54                          |
| 5.                            | "Dancin' in Circles"                    | Germanotta Ronson Tucker Beck Hansen             | Gaga Ronson BloodPop                                 | 3:27                          |
| 6.                            | "Perfect Illusion"                      | Germanotta Ronson Tucker Kevin Parker            | Gaga Ronson BloodPop Parker                          | 3:02                          |
| 7.                            | "Million Reasons"                       | Germanotta Ronson Lindsey                        | Gaga Ronson BloodPop                                 | 3:25                          |
| 8.                            | "Sinner's Prayer"                       | Germanotta Ronson Thomas Brenneck Josh Tillman   | Gaga Ronson BloodPop                                 | 3:43                          |
| 9.                            | "Come to Mama"                          | Germanotta Tillman Emile Haynie                  | Gaga Ronson BloodPop Haynie                          | 4:15                          |
| 10.                           | "Hey Girl" (hợp tác với Florence Welch) | Germanotta Ronson Welch                          | Gaga Ronson BloodPop                                 | 4:15                          |
| 11.                           | "Angel Down"                            | Germanotta Nadir Khayat                          | Gaga Ronson BloodPop                                 | 3:49                          |
| Tổng thời lượng:              | Tổng thời lượng:                        | Tổng thời lượng:                                 | Tổng thời lượng:                                     | 39:05                         |

| Joanne – Phiên bản cao cấp | Joanne – Phiên bản cao cấp   | Joanne – Phiên bản cao cấp       | Joanne – Phiên bản cao cấp | Joanne – Phiên bản cao cấp |
| STT                        | Nhan đề                      | Sáng tác                         | Sản xuất                   | Thời lượng                 |
| -------------------------- | ---------------------------- | -------------------------------- | -------------------------- | -------------------------- |
| 12.                        | "Grigio Girls"               | Germanotta Ronson Tucker Lindsey | Gaga Ronson BloodPop       | 3:00                       |
| 13.                        | "Just Another Day"           | Germanotta                       | Gaga Ronson                | 2:58                       |
| 14.                        | "Angel Down" (băng làm việc) | Germanotta Khayat                | Gaga RedOne                | 2:20                       |
| Tổng thời lượng:           | Tổng thời lượng:             | Tổng thời lượng:                 | Tổng thời lượng:           | 47:23                      |

| Joanne – Phiên bản tại Nhật Bản (bản nhạc bổ sung) | Joanne – Phiên bản tại Nhật Bản (bản nhạc bổ sung) | Joanne – Phiên bản tại Nhật Bản (bản nhạc bổ sung) | Joanne – Phiên bản tại Nhật Bản (bản nhạc bổ sung) | Joanne – Phiên bản tại Nhật Bản (bản nhạc bổ sung) |
| STT                                                | Nhan đề                                            | Sáng tác                                           | Sản xuất                                           | Thời lượng                                         |
| -------------------------------------------------- | -------------------------------------------------- | -------------------------------------------------- | -------------------------------------------------- | -------------------------------------------------- |
| 15.                                                | "Million Reasons" (băng làm việc)                  | Germanotta Ronson Lindsey                          | Gaga Ronson BloodPop                               | 3:23                                               |
| Tổng thời lượng:                                   | Tổng thời lượng:                                   | Tổng thời lượng:                                   | Tổng thời lượng:                                   | 50:46                                              |

Ghi chú
- ^[a]  nghĩa là đồng sản xuất

## Xếp hạng
| Bảng xếp hạng (2016–2017)                | Vị trí cao nhất |
| ---------------------------------------- | --------------- |
| Album Argentina (CAPIF)                  | 3               |
| Album Úc (ARIA)                          | 2               |
| Album Áo (Ö3 Austria)                    | 9               |
| Album Bỉ (Ultratop Vlaanderen)           | 5               |
| Album Bỉ (Ultratop Wallonie)             | 6               |
| Album Brasil (ABPD)                      | 1               |
| Album Canada (Billboard)                 | 2               |
| Album Quốc tế Croatia (HDU)              | 3               |
| Album Cộng hòa Séc (ČNS IFPI)            | 3               |
| Album Đan Mạch (Hitlisten)               | 12              |
| Album Hà Lan (Album Top 100)             | 5               |
| Album Phần Lan (Suomen virallinen lista) | 5               |
| Album Pháp (SNEP)                        | 9               |
| Album Đức (Offizielle Top 100)           | 6               |
| Album Hy Lạp (IFPI)                      | 4               |
| Album Hungaria (MAHASZ)                  | 12              |
| Album Ireland (IRMA)                     | 3               |
| Album Ý (FIMI)                           | 2               |
| Album Nhật Bản (Oricon)                  | 10              |
| Album Nhật Bản Quốc tế (Oricon)          | 1               |
| Album Mexico (AMPROFON)                  | 1               |
| Album New Zealand (RMNZ)                 | 2               |
| Album Na Uy (VG-lista)                   | 5               |
| Album Ba Lan (ZPAV)                      | 10              |
| Album Bồ Đào Nha (AFP)                   | 4               |
| Album Scotland (OCC)                     | 3               |
| Album Slovakia (ČNS IFPI)                | 2               |
| Album Hàn Quốc (Circle)                  | 32              |
| Album Hàn Quốc Quốc tế (Circle)          | 1               |
| Album Tây Ban Nha (PROMUSICAE)           | 2               |
| Album Thụy Điển (Sverigetopplistan)      | 3               |
| Album Thụy Sĩ (Schweizer Hitparade)      | 3               |
| Album Anh Quốc (OCC)                     | 3               |
| Album Hoa Kỳ Billboard 200               | 1               |
| Album Hoa Kỳ Top Tastemaker (Billboard)  | 1               |

| Bảng xếp hạng (2016)                           | Vị trí cao nhất |
| ---------------------------------------------- | --------------- |
| Album Hàn Quốc Quốc tế (Circle) Bản cao cấp    | 5               |
| Album Hàn Quốc Quốc tế (Circle) Bản tiêu chuẩn | 26              |

| Bảng xếp hạng (2016)                      | Vị trí |
| ----------------------------------------- | ------ |
| Album Úc (ARIA)                           | 74     |
| Album Bỉ (Ultratop Flanders)              | 99     |
| Album Bỉ (Ultratop Wallonia)              | 97     |
| Album Pháp (SNEP)                         | 156    |
| Album Hungaria (MAHASZ)                   | 98     |
| Album Ý (FIMI)                            | 85     |
| Album Mexico (AMPROFON)                   | 52     |
| Album Hàn Quốc Quốc tế (Circle)           | 94     |
| Album Tây Ban Nha (PROMUSICAE)            | 92     |
| Album Thụy Sĩ (Schweizer Hitparade)       | 69     |
| Album Anh Quốc (OCC)                      | 84     |
| Hoa Kỳ Billboard 200                      | 108    |
| Hoa Kỳ Digital Albums (Billboard)         | 23     |
| Hoa Kỳ Top Album Sales (Billboard)        | 53     |
| Album Toàn cầu (IFPI Global Music Report) | 22     |
| Bảng xếp hạng (2017)                      | Vị trí |
| Album Canada (Billboard)                  | 35     |
| Album Tây Ban Nha (PROMUSICAE)            | 79     |
| Hoa Kỳ Billboard 200                      | 35     |

## Chứng nhận
| Quốc gia | Chứng nhận | Số đơn vị/doanh số chứng nhận |
| --- | ---------- | ----------------------------- |
| Úc (ARIA) | Vàng       | 35.000‡                       |
| Áo (IFPI Áo) | Vàng       | 7.500*                        |
| Canada (Music Canada) | Vàng       | 40.000^                       |
| Đan Mạch (IFPI Đan Mạch) | Vàng       | 10.000‡                       |
| Pháp (SNEP) | Vàng       | 50.000‡                       |
| Ý (FIMI) | Vàng       | 25.000*                       |
| México (AMPROFON) | Bạch kim   | 60.000‡                       |
| New Zealand (RMNZ) | Bạch kim   | 15.000‡                       |
| Na Uy (IFPI) | Vàng       | 10.000*                       |
| Ba Lan (ZPAV) | Bạch kim   | 20.000‡                       |
| Anh Quốc (BPI) | Vàng       | 168,564                       |
| Hoa Kỳ (RIAA) | Bạch kim   | 1.000.000‡                    |
| Tổng hợp |            |                               |
| Toàn cầu | —          | 1,000,000                     |
| * Chứng nhận dựa theo doanh số tiêu thụ. ^ Chứng nhận dựa theo doanh số nhập hàng. ‡ Chứng nhận dựa theo doanh số tiêu thụ và phát trực tuyến. |            |                               |